# نیل بروکز
نیل بروکز (به انگلیسی: Neil Brooks) (زادهٔ ۲۷ ژوئیهٔ ۱۹۶۲) شناگر اهل استرالیا است.